# B-sarja 1932
Die B-sarja 1932 war die dritte Spielzeit auf zweithöchster Ebene im finnischen Fußball. Sie galt als Qualifikationsrunde für die Mestaruussarja 1933 und wurde im Ligamodus ausgetragen.

## Modus
Nach vorangegangener Qualifikation spielten die sechs Mannschaften an fünf Spieltagen jeweils einmal gegeneinander. Die beiden besten Teams stiegen in die Mestaruussarja 1933 auf.

## Teilnehmer
| Verein          | Stadt    |
| --------------- | -------- |
| HJK Helsinki    | Helsinki |
| Ekenäs IF       | Ekenäs   |
| Kuopion PS      | Kuopio   |
| Vasa IFK        | Vaasa    |
| Viipurin Reipas | Wyborg   |
| Viipurin PS     | Wyborg   |

## Abschlusstabelle
| Pl. | Verein            | Sp. | S | U | N | Tore    | Quote | Punkte |
| --- | ----------------- | --- | - | - | - | ------- | ----- | ------ |
| 1.  | HJK Helsinki      | 5   | 4 | 0 | 1 | 010:400 | 2,50  | 08:20  |
| 2.  | Ekenäs IF         | 5   | 4 | 0 | 1 | 014:140 | 1,00  | 08:20  |
| 3.  | Vasa IFK 1        | 5   | 3 | 0 | 2 | 011:900 | 1,22  | 06:40  |
| 4.  | Viipurin PS       | 5   | 1 | 1 | 3 | 007:110 | 0,64  | 03:70  |
| 5.  | Viipurin Reipas 1 | 5   | 1 | 1 | 3 | 003:600 | 0,50  | 03:70  |
| 6.  | Kuopion PS        | 5   | 1 | 0 | 4 | 010:110 | 0,91  | 02:80  |

Platzierungskriterien: 1. Punkte – 2. Torquotient

## Meister Play-off
|              | Ergebnis |           |
| ------------ | -------- | --------- |
| HJK Helsinki | 3:1      | Ekenäs IF |